# Framlev Herred

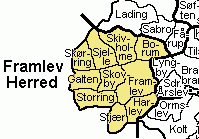
Framlev Herred

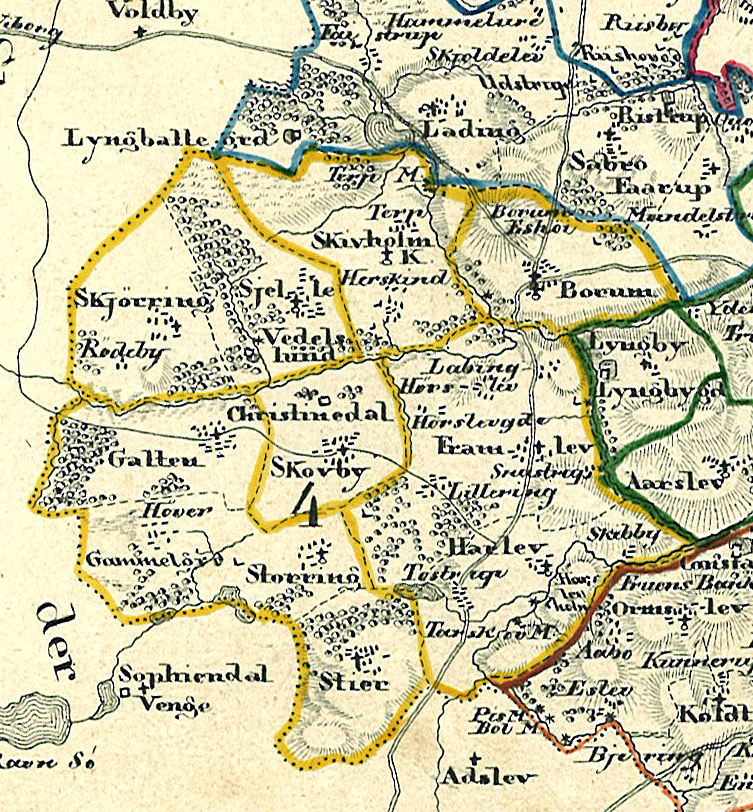
Framlev Herred in 1826

Framlev Herred was een herred in het voormalige Århus Amt in Denemarken. In Kong Valdemars Jordebog wordt Framlev vermeld als Framlefhæreth. Het gebied werd bij de bestuurlijke reorganisatie in 1970 deel van de nieuwe provincie Aarhus. 

## Parochies
Framlev was verdeeld in 10 parochies. 
- Borum
- Framlev
- Galten
- Harlev
- Skjelle
- Skivholme
- Skovby
- Skjørring
- Stjær
- Storring